# Die Pinups und ein heißer Typ
Die Pinups und ein heißer Typ ist eine im Oktober 1980 in nur vier Wochen abgedrehte deutsch-israelische Filmkomödie über den Aufstieg einer vierköpfigen New-Wave-Mädchenband. Unter der Regie von Joel Silberg spielte Sascha Hehn den Titelheld.

## Handlung
Die sehr überschaubare Handlung ist mit viel Musik garniert. Womanizer Freddie ist der titelgebende „heiße Typ“ … zumindest sieht er sich als solcher. Schon so manchem Mädel hat er mit Anmachsprüchen vom Schlage „Mit Deinem Temperament mach ich aus dir ‘ne zweite Barbra Streisand“ die große Karriere versprochen, wenn sie nur mit ihm ins Bett steigt. Als leidenschaftlicher Musiker, der er ist, hat er bislang jedoch noch nicht viel auf die Beine gestellt, und vom „Frauen abschleppen“, was er am besten kann, lässt sich schlecht leben. Eines Tages glaubt Freddie den Jackpot gefunden zu haben. Die vier Mädels Annabelle, Hilda, Eva und Lisa sehen mit ihren überwiegend blonden Wallemähnen nicht nur sehr sexy aus, sondern sie können auch noch singen! Freddie verspricht sich davon ein großes Geschäft, wenn er als Komponist und Manager dieser frischen Mädchen-Combo, die sich „Die Pinups“ nennt, auftritt. Sein bester Kumpel soll ihm beim Aufstieg dieser New-Wave-Band helfen. Aller Anfang ist schwer, und da man nicht gleich die großen Hallen füllen kann, beginnt Freddie mit seinen Pinups und sich selbst als Klavierbegleitung erst einmal bescheiden.
In ihrer ersten Location, einer Mischung aus Bierkeller und Discoschuppen, in dem das „Fachpublikum“ überwiegend aus anfänglich grölenden und johlenden Gästen besteht, geben die in goldglitzernde knappe Kleidung gehüllten vier Sängerinnen den von Freddie als Karrieredurchbruch konzipierten Song „Where are You, No. 1?“ zum Besten. Der Auftritt wird ein voller Erfolg, und der Wirt will daraufhin die Band gleich für einen vollen Monat fest buchen. Bald aber taucht die Konkurrenz auf, und die legt nicht gerade die feinsten Methoden an den Tag, um Freddie die vier Pinups abspenstig zu machen. Doch der „heiße Typ“ denkt gar nicht daran, die Mädels, mit denen er auf große internationale Tournee gehen will, abzugeben, und so lässt sich die Konkurrenz ebenso miese wie infantile Tricks einfallen, um einen Skandal zu provozieren, etwa wenn man kurz vor dem Auftritt die BHs der Frauen verschwinden lässt, um sie zu einem Nacktauftritt zu zwingen. Freddie ist das eigentlich egal, doch nun beginnen die Sängerinnen zu rebellieren, ehe es schließlich doch noch zum Happy End kommt.

## Produktionsnotizen
Die Pinups und ein heißer Typ entstand zwischen dem 1. und 28. Oktober 1980 in Berlin (West). Die Uraufführung fand am 23. Oktober 1981 statt. Am 11. November 2022 erschien der Film auf blu-ray und DVD.
Wolf Brauner übernahm die Herstellungsleitung, Rolf Albrecht entwarf die Kostüme. Dieter Kirsten war für die Ausstattung verantwortlich.

## Wissenswertes
Die US-Band „The Pinups“ hat es tatsächlich gegeben, und die Filmdarstellerinnen April Clough, Bonnie Benedict, Susan Tarleton und Kem McLeroy waren deren Gründungsmitglieder.
Für den israelischen Regisseur Joel (auch: Yoel) Silberg (1927–2013) war dies die einzige deutsche Filmregie.

## Kritik
Das Lexikon des Internationalen Films meinte: „Dürftige Unterhaltung mit unverhülltem Werbecharakter für die Musik“.